# Jabron (affluent de la Durance)
Pour les articles homonymes, voir Jabron.
Le Jabron est un torrent du sud de la France, coulant dans les départements des Alpes-de-Haute-Provence et de la Drôme et dans les régions Provence-Alpes-Côte d'Azur et Auvergne-Rhône-Alpes. C'est un affluent droit de la Durance, donc un sous-affluent du Rhône.

## Géographie
La longueur de son cours d'eau est de 36,5 km. Le cours du Jabron est principalement situé dans les Alpes-de-Haute-Provence : il prend sa source dans la commune des Omergues, à l'altitude de 960 mètres, à proximité du col de la Pigière. Il conflue avec la Durance sur le territoire de la commune de Sisteron, à l'altitude de 455 mètres, ce qui lui donne une pente moyenne de 2,5 ‰.
Le Jabron coule depuis le col de la Pigière jusqu'à la Durance en longeant le pied nord de la montagne de Lure, tout au sud des Baronnies, en ayant un tracé pratiquement rectiligne d'ouest en est.
La pente élevée du Jabron dans sa partie aval (9 ‰, et même 6,5 ‰ au cône de déjection) lui donne une capacité de transport importante. On évalue à 10 000 m3/an la quantité de matériaux (alluvions, sables et graviers) transportée annuellement. Une crue centennale a à elle seule une capacité de transport bien plus élevée, estimée à 65 000 m3/s en une fois.

### Communes et cantons traversés
Le Jabron traverse onze communes et deux départements : les Alpes-de-Haute-Provence et la Drôme. Les communes traversées sont, dans le sens amont vers aval : Les Omergues ; Montfroc dans le département de la Drôme ; Curel ; Châteauneuf-Miravail ; Saint-Vincent-sur-Jabron ; Noyers-sur-Jabron ; Valbelle ; Bevons ; Peipin ; Sisteron.

### Bassin versant
Le Jabron traverse une seule zone hydrographique « Le Jabron » (X110) pour une superficie de 205 km2. Ce bassin versant est constitué à 86,00 % de « forêts et milieux semi-naturels », à 14,27 % de « territoires agricoles », à 0,09 % de « territoires artificialisés ». Son bassin versant a une superficie d'environ 200 km2

## Affluents
Le Jabron a dix-sept affluents référencés :
- le Ravin de la Tuillère (rd[note 1]), 1 km sur la seule commune des Omergues.
- le ravin de Farcou,
- le ravin de la Mort des Loups,
- le Ravin de Frouveiri,
- le ravin du Rieu,
- le ravin de Rejaunieden,
- la ravin de Paillar,
- le ravin de la Praïne,
- le torrent Druigne,
- la Truillas,
- le Beillon,
- le ravin de Verduigne,
- le torrent du Grand Vallat,
- le ravin de Brison,
- le ravin du Pas de la Combe,
- le ravin Biaisse,
- le torrent de Combe Fère,

## Hydrologie

### Crues
Situé au nord de la montagne de Lure et parallèle à elle, il coule d'ouest en est. La pluviométrie de sa vallée est fortement influencée par la présence de cette montagne (point culminant à 1 826 m d'altitude) et provoque de très fortes précipitations : les pluies décennales atteignent les 130 mm, et les pluies centennales, 200 mm (c'est-à-dire que statistiquement, le risque annuel d'une pluie de 130 mm est de un sur dix). Le débit de crue décennale ou Q10 se monte à 240 m3/s, et le débit de crue centennale ou Q100 à 480 m3/s.
De tels épisodes sont survenus les 26 et 27 octobre 1882 avec 168 mm en 48 heures à Châteauneuf-Miravail, provoquant une crue estimée à 610 m3/s au confluent avec la Durance. Le 8 novembre 1886, le Jabron connaît une autre crue à 350 m3/s ; on retrouve un niveau similaire le 7 janvier 1994 avec 310 m3/s. La même année, sur un phénomène méditerranéen de sud-est, donc touchant marginalement la vallée du Jabron, la crue atteint encore les 146 m3/s.

## Histoire
Le Jabron connaît une crue exceptionnelle en janvier 1994, occasionnant le déclenchement du plan Orsec.
Le Jabron charrie des volumes assez importants de limons et de graviers. Ces derniers étaient exploités par une petite carrière qui prélevait annuellement 4 500 m3 de granulats à proximité du confluent avec la Durance.

## Hydronyme
Le terme Jabron vient de la base préceltique * gava, qui sert à nommer les torrents de montagne.